# Sergio Osvaldo Buenanueva

Wappen von Sergio Osvaldo Buenanueva

Sergio Osvaldo Buenanueva (* 19. Dezember 1963 in San Martín, Provinz Mendoza) ist ein argentinischer Geistlicher und römisch-katholischer Bischof von San Francisco.

## Leben
Sergio Osvaldo Buenanueva empfing am 28. September 1990 das Sakrament der Priesterweihe.
Am 16. Juli 2008 ernannte ihn Papst Benedikt XVI. zum Titularbischof von Rusubbicari und bestellte ihn zum Weihbischof in Mendoza. Der Erzbischof von Mendoza, José María Arancibia, spendete ihm am 27. September desselben Jahres die Bischofsweihe; Mitkonsekratoren waren der Bischof von Villa María, José Ángel Rovai, und der emeritierte Bischof von Zárate-Campana, Rafael Eleuterio Rey.
Am 31. Mai 2013 ernannte ihn Papst Franziskus zum Bischof von San Francisco. Die Amtseinführung fand am 25. August desselben Jahres statt.